# Вулиця Скапо
Вулиця Ска́по (лит. Skapo gatvė, пол. Skopówka; Скаповка) — одна з найдавніших вулиць Вільнюсі; в радянський час носила ім’я композитора Юозаса Таллат-Кялпши (провулок Ю. Таллат-Кялпшос, J. Tallat-Kelpšos skg.); характерна живописна вуличка Старого міста — вузька, звивиста, повна гри кольору та архітектурних форм, світла та тіні.

## Загальна характеристика
Звивистою лінією із заходу на схід з'єднує площа Даукантаса (у XIXстолітті Палацова площа, потім площа Муравйова, у міжвоєнні роки площа Наполеона, після Другої світової війни площа Кутузова) з вулицею Пілес. З вулиці Пілес на Скапена виводить арка, що з'єднує будинку під № 9 (Pilies g. 9) та № 11 (Pilies g. 11); приблизно з середини вулиці відкривається вид на палац де Реусс. Назва пояснюється прізвищем власника «посесії» - земельної ділянки та будов на ньому, королівському секретареві Станіславу Якову Скоп'є, який придбав його у францисканців на початку XVI століття.
Нумерація будинків 1-9 починається з боку площі Даукантаса; по лівій північній стороні вулиці, парні номери, по правій — непарні. За офіційними відомостями, є самою вузькій вулиці в місті: ширина в найвужчому місці становить 1,98 метрів..

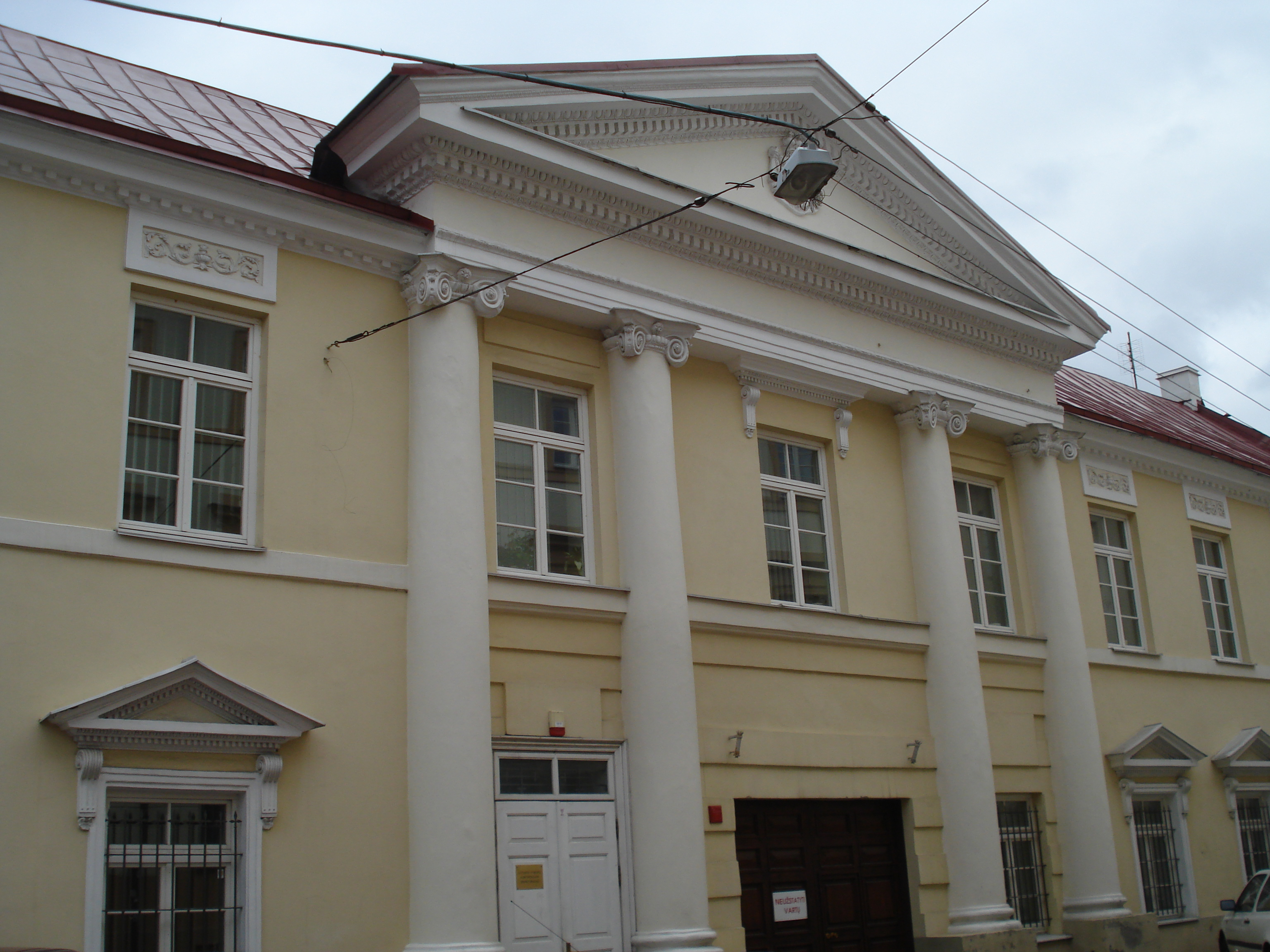
Палац Лопацінських

На вулиці розташовуються житлові будинки, салон татуювань та деякі інші заклади. Уздовж вулиці по ліву сторону пролягає південна межа ансамблю Вільнюського університету.
По праву сторону стоїть палац Сулістровського (Skapo g. 4), відомий також як палац Лопацінський. Кам'яна будівля стояла на цьому місці вже у 1545 році. В кінці XVIII століття воно було перебудовано в стилі класицизм, а за проектом Мартіна Кнакфуса. Вісь симетрії акцентують, імітують портик іонічні напівколони та трикутний фронтон, тимпан якого прикрашає картуш з гербом. Кути палацу підкреслені рустом. На початку XX століття у цьому будинку була музична школа, в якій навчався скрипаль-вундеркінд Яша Хейфец. У період радянською окупації тут знаходилося Вільнюське вище музичне училище імені Ю. Таллат-Кялпша. Нині тут розміщується секретаріат Конференції єпископів Литви.